# David Simão
David Martins Simão (Versalles, Francia, 15 de mayo de 1990) es un futbolista portugués que juega de centrocampista en el F. C. Arouca de la Primeira Liga.

## Trayectoria
Salió de las inferiores del Benfica. Actúa de mediocampista. En su primer año del profesionalismo, fue cedido al Fátima, en el segundo año al Paços de Ferreira, cuyo entrenador era Rui Vitória. En el equipo del Mata Real, David Simão tuvo un inmenso predominio del equipo en la maniobra ofensiva, por lo tanto, al año siguiente (temporada 2011-2012), se unió al equipo principal de la escuadra de la Luz.

## Clubes
| Club                             | País     | Año       |
| -------------------------------- | -------- | --------- |
| S. L. Benfica                    | Portugal | 2009-2013 |
| C. D. Fátima (cesión)            | Portugal | 2009-2010 |
| F. C. Paços de Ferreira (cesión) | Portugal | 2010-2011 |
| Académica de Coimbra (cesión)    | Portugal | 2012      |
| C. S. Marítimo (cesión)          | Portugal | 2012-2013 |
| F. C. Arouca                     | Portugal | 2013-2016 |
| P. F. C. CSKA Sofía              | Bulgaria | 2016-2017 |
| Boavista F. C.                   | Portugal | 2017-2019 |
| Royal Antwerp F. C.              | Bélgica  | 2019      |
| AEK Atenas F. C.                 | Grecia   | 2019-2021 |
| Hapoel Be'er Sheva (cesión)      | Israel   | 2020      |
| Moreirense F. C. (cesión)        | Portugal | 2021      |
| F. C. Arouca                     | Portugal | 2022-     |

## Palmarés

### Títulos nacionales
| Título           | Club                 | País     | Año  |
| ---------------- | -------------------- | -------- | ---- |
| Copa de Portugal | Académica de Coimbra | Portugal | 2012 |
| Copa de Israel   | Hapoel Be'er Sheva   | Israel   | 2020 |